# Za en dotik
Za en dotik je osmi album trboveljske skupine Hiša.

## Skladbe
Vso glasbo in besedila je napisal Andrej Guček.
| Št. | Naslov              | Dolžina |
| --- | ------------------- | ------- |
| 1.  | „Na klopi‟          | 3:52    |
| 2.  | „Fatamorgana blues‟ | 4:26    |
| 3.  | „Pale sam na svetu‟ | 5:40    |
| 4.  | „Sprememba‟         | 4:00    |
| 5.  | „Novo življenje‟    | 4:51    |
| 6.  | „Galeb‟             | 3:20    |
| 7.  | „Za en dotik‟       | 4:42    |
| 8.  | „Sončen dan‟        | 3:07    |
| 9.  | „Ljubezen za denar‟ | 3:47    |
| 10. | „Modro nebo‟        | 3:13    |
| 11. | „Težek zrak‟        | 4:15    |

## Glasbeniki

### Hiša
- Andrej Guček – solo vokal, el. kitara, akust. kitara, klavir, orglice
- Martin Koncilja – vokal, akust. kitara
- Vili Guček – vokal, bas
- Iztok Pepelnjak – vokal, bobni, tolkala

### Gostujoči glasbeniki
- Primož Fleischman – saksofon
- Miloš Simić – violina
- Bojan Cvetrežnik – violina
- Zoltan Kvanka – viola
- Tamara Đorđević – čelo

### Ostalo
- Miloš Simić – godalni aranžmaji
- Sašo Groboljšek – snemanje
- Igor Podpečan – mix
- Martin Žvelc – urejanje in digitalni mastering
- Sašo Vrabič – oblikovanje in ilustracije